# Langsur
Langsur település Németországban, Rajna-vidék-Pfalz tartományban. Lakosainak száma 1850 fő (2023. december 31.). Langsur Rosport-Mompach községgel határos.

## Népesség
A település népességének változása:
| Lakosok száma | 1620 | 1718 | 1717 | 1804 | 1877 | 1850 |
|               | 1975 | 2017 | 2019 | 2021 | 2022 | 2023 |